# The Beacon Street Collection
The Beacon Street Collection è il secondo album discografico della band statunitense No Doubt, autoprodotto nel 1995.

## Descrizione
Il disco è stato pubblicato in maniera indipendente dalla band, sotto la propria etichetta discografica chiamata Beacon Street Records. Fu prodotto dagli stessi No Doubt e registrato in casa, nella Beacon Street di Anaheim (California), da cui l'album prende il nome. Una sessione supplementare di registrazione, nonché il missaggio, si tennero al Clear Lake Audio di North Hollywood, insieme all'ingegnere Colin "Dog" Mitchell.
L'album fu pubblicato dopo che la band fu abbandonata dalla precedente casa discografica, la Interscope Records, che decise di non finanziare più il gruppo in seguito al flop del primo album, No Doubt.
Due singoli sono stati pubblicati come 7": si tratta di Squeal (12 maggio 1994) e Doghouse (12 gennaio 1995).
L'album ha venduto circa 100 000 copie, oltre il triplo del precedente disco, e ciò convinse la Interscope, che decise di finanziare il gruppo in vista della pubblicazione di un terzo album (Tragic Kingdom, che consacrò i No Doubt a livello mondiale).
Una ristampa di The Beacon Street Collection fu pubblicata il 21 ottobre 1997.

## Tracce
1. Open The Gate – 3:40 (Eric Stefani, Gwen Stefani, Tom Dumont, Tony Kanal, Adrian Young)
2. Blue In The Face – 4:35 (Eric Stefani)
3. Total Hate 95 (featuring Bradley Nowell of Sublime) – 3:18 (John Spence, Chris Leal, Gabriel Gonzalez, Bradley Nowell)
4. Stricken – 4:06 (Eric Stefani, Gwen Stefani, Tom Dumont, Tony Kanal)
5. Greener Pastures – 5:05 (Tony Kanal, Gwen Stefani)
6. By The Way – 4:29 (Gwen Stefani, Tom Dumont)
7. Snakes – 4:37 (Tony Kanal, Gwen Stefani)
8. That's Just Me – 4:08 (Eric Stefani, Eric Keyes)
9. Squeal – 2:38 (Eric Stefani)
10. Doghouse – 4:26 (Eric Stefani)

## Formazione

### Gruppo
- Gwen Stefani – voce
- Eric Stefani – chitarra, tastiere
- Tom Dumont - chitarra
- Tony Kanal – basso
- Adrian Young – batteria, percussioni
- Phil Jordan - tromba
- Eric Carpenter - sassofono

### Altri musicisti
- Bradley Nowell - cori
- Gabrial McNair - percussioni, trombone
- Gerard Boisse - sax baritono, sax tenore, sax soprano